# Six Beer
Es una banda de thrash metal mexicana fundada 1983 en Santiago de Querétaro. Han lanzado hasta la fecha 4 álbumes de estudio.  

## Historia
Fundada en 1983 como un trío por los hermanos Mendoza Rangel, Fernando (baterista), Ricardo (guitarrista y vocalista) y Rogelio (bajista), la banda tuvo sus inicios tocando covers de bandas de Hard Rock de manera clandestina en los llamados “hoyos”. Es hasta noviembre de 1985 que comienzan a trabajar en material propio y lanzan su primer demo en 1986 (Demo 1). Después de esto, ya con la inclusión de su otro hermano, Gerardo, como vocalista principal y a Antonio Martínez Guerrero como segunda guitarra; publican su segundo demo en 1988 (Locura Moral).
Para 1989, la banda participa en el disco compilación Escuadrón Metálico (Proyecto III) junto a otras bandas icónicas de thrash metal como Transmetal, Next, Ramsés, Inquisidor y la banda de Heavy Metal Caronte. Este mismo año, se publica su primer LP Lengua de Serpiente, a través de la disquera EMI Capitol de México y Discos y Cintas Denver, compañía con la que en 1991 se tenía planeado lanzar el disco Peste Metal, sin embargo, por problemas técnicos con las pistas de la batería, no pudo editarse ni ser publicado.
Su segundo álbum fue Vida Futura, publicado en 1992 y tras el cual, hubo cambios en la agrupación. En 1994, debido al cambio en la escena musical y con el público prefiriendo otros géneros, Six Beer se desintegra. Álvaro y Fernando fundarían la banda Maldita Profecía en 1995. Finalmente, en 1998, vuelven a reunirse. Gerardo Mendoza y Antonio Martínez no regresan al grupo y son reemplazados por Álvaro Mendoza, otro hermano, como vocalista y René Vega Nieves como segundo guitarrista. Con esta nueva alineación, se lanzarían dos álbumes con la disquera queretana Mayko's Records, Sobrevivir (2000) y Mentes Perdidas (2002).
En 2001, Denver publicaría el compilatorio Lengua de Serpiente/Vida Futura, que incluiría los dos discos en su totalidad, junto a 2 temas inéditos
Finalmente, en 2007, se publica de manera independiente el disco Ángeles Caídos. Y en 2011, se publica el DVD 25 Aniversario, el concierto realizado en el Museo de la Ciudad en Querétaro. 
En 31 de mayo de 2014, para festejar su 30° aniversario de la banda, Six Beer se presentó en concierto en la Plaza de Toros Santa María de manera gratuita. También han participado en las distintas versiones del Festival “Monstruos del Metal Mexicano” entre 2013 y 2018, al igual que en 2021.

## Influencias
Algunas de las influencias de la banda son Metallica, Slayer, Exodus, Anthrax, además de leyendas como Black Sabbath, Deep Purple, y Judas Priest

## Discografía

#### Demos
1986 - Demo 1
1988 - Locura Moral
2000 - Sobrevivir

#### Álbumes de estudio
1989 - Lengua de Serpiente
1992 - Vida Futura
2002 - Mentes Perdidas
2007 - Ángeles Caídos

### DVD
2011 - Aniversario 25

## Integrantes[10]
- Ricardo Mendoza (Guitarra principal y coros)
- Fernando Mendoza (Batería y coros)
- Rogelio Mendoza (bajo)
- Fernando Ferrusca (voz principal)
- Mario Pérez (guitarra)

- Datos: Q108474137

1. 1 2  «“Locura moral”, Grupo Six Beer». ESTO. 13 de enero de 2016. Consultado el 29 de agosto de 2021.
2. ↑  «Six Beer Festeja 30 años». 10 de abril de 2014. p. www.eluniversalqueretaro.mx.
3. 1 2  «SIX BEER (MEXICO)». Enciclopedia del Rock en tu Idioma. Consultado el 20 de noviembre de 2010.
4. ↑  Inquisidor / Transmetal / Next - Escuadrón metálico (Proyecto tres) [Split] (en inglés), consultado el 31 de agosto de 2021.
5. ↑  «SIX BEER». metaleros.de. Consultado el 9 de septiembre de 2021.
6. ↑  Six Beer – Mentes Perdidas (2002, CD), consultado el 9 de septiembre de 2021.
7. ↑  «Six Beer - Lengua de serpiente / Vida futura - Encyclopaedia Metallum: The Metal Archives». www.metal-archives.com. Consultado el 9 de septiembre de 2021.
8. ↑  everardoferrer. «Rumbo a Monstruos del Metal Mexicano». artes9.com. Consultado el 9 de septiembre de 2021.
9. ↑  Khamus, Roy (15 de julio de 2021). «Monstruos del Metal Mexicano 2021». Radio. Consultado el 9 de septiembre de 2021.
10. ↑  «Six Beer: “Con nuestra música queremos expresar un grito de rebeldía”». Cultura para mentes inquietas... 25 de julio de 2019. Consultado el 29 de agosto de 2021.